# Luka Botić

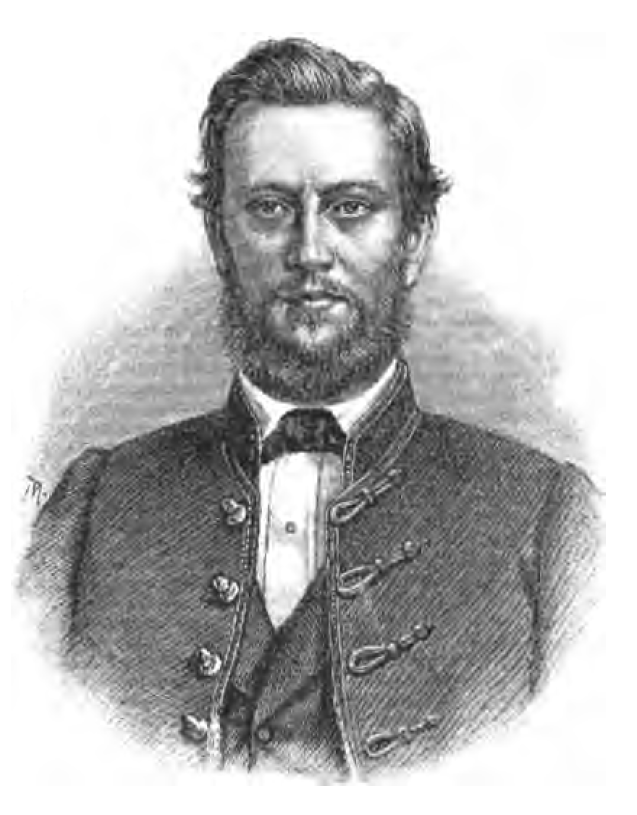
Luka Botić

Luka Botić, född 1830 i Split, Dalmatien, Kroatien, Kejsardömet Österrike, död 1863 i Đakovo, Slavonien, Kroatien, Kejsardömet Österrike, var en kroatisk författare.
Botić uppfostrades för prästbanan, men drogs med av den sydslaviska frihetsrörelsen och led mycket under strövtåg genom Bosnien, Slavonien och Serbien, tills han 1854 fick en prästerlig befattning hos den sydslaviske mecenaten Josip Juraj Strossmayer i Đakovo, där han, efter ett kort besök i Dalmatien i politisk-patriotiskt syfte, dog av lungsot. 
Botić var såsom skald en episk lyriker och hade sin stora förtjänst däri, att han grundade en konstnärlig romantik på nationellt folklig grund, liksom Branko Radičević i Serbien. Hans 1885 i Zagreb utgivna dikter omfattar de tre poetiska berättelserna Pobratimstvo (Fostbrödralaget, 1854). Biedna Mara (Stackars Mara, 1861) och Petar Bačić (1862), där historiska motiv hopflätats med folkpoetiska traditioner och nyromantiska episoder om kamp mellan kristna och turkar. Dessutom efterlämnade Botić några smärre dikter och berättelsen Dilber Hasan på prosa.